# LPR Brakes-Farnese Vini
LPR Brakes-Farnese Vini är ett professionellt cykellag som tillhör UCI Professional Continental, men blir ofta inbjudna till UCI ProTour-tävlingarna. Stallet är baserat i Irland. Stallet sammansmälte med Team 3C Casalinghi Jet Androni Giocattoli inför säsongen 2007, men startade redan 2004, då under schweizisk flagga.
Stallet leds sedan slutet av 2007 av Fabio Bordonali. Giovanni Fidanza, Mario Manzoni och Marco Giuseppe Tabai är sportdirektörer i stallet.
Inför säsongen 2008 anställde stallet Paolo Savoldelli, Danilo di Luca och Alessandro Spezialetti för att göra stallet mer slagkraftigt och de kunde därmed få ett wildcard till de större tävlingarna, bland annat Giro d'Italia och Lombardiet runt. Den italienska spurtaren Alessandro Petacchi var avstängd med anledning av dopning till och med den 1 september 2008, men direkt blev italienaren anställd av LPR Brakes.
Under 2009 blev det känt att Danilo di Luca använt sig av epo-dopningen under Giro d'Italia. Senare under säsongen blev det också känt att även stallets cyklist Gabriel Bosisio, som bar den rosa ledartröja i Girot 2007, hade testats positivt för EPO.

## LPR Brakes-Farnese Vini 2009
| Namn                   | Födelsedag | Nationalitet | Stall 2008                      | Stall 2010           |
| Lorenzo Bernucci       | 15.09.1979 | Italien      | Cinelli-OPD                     | Lampre-N.G.C.        |
| Gabriele Bosisio       | 06.08.1980 | Italien      |                                 | Avstängd             |
| Marco Cattaneo         | 05.06.1982 | Italien      | NGC Medical-OTC Industria Porte | De Rosa-Stac Plastic |
| Riccardo Chiarini      | 20.02.1984 | Italien      |                                 | De Rosa-Stac Plastic |
| Claudio Cucinotta      | 22.01.1982 | Italien      |                                 | De Rosa-Stac Plastic |
| Danilo Di Luca         | 02.01.1976 | Italien      |                                 | Avstängd             |
| Giairo Ermeti          | 07.04.1981 | Italien      |                                 | De Rosa-Stac Plastic |
| Roberto Ferrari        | 09.03.1983 | Italien      |                                 | De Rosa-Stac Plastic |
| Jure Golcer            | 12.07.1977 | Slovenien    |                                 | De Rosa-Stac Plastic |
| Sergio Lagana          | 04.11.1982 | Italien      |                                 | De Rosa-Stac Plastic |
| Sergio Marinangeli     | 02.07.1980 | Italien      |                                 | De Rosa-Stac Plastic |
| Matteo Montaguti       | 06.01.1984 | Italien      |                                 | De Rosa-Stac Plastic |
| Fabio Negri            | 06.12.1982 | Italien      | Neo-pro                         | De Rosa-Stac Plastic |
| Alberto Ongarato       | 24.071975  | Italien      | Team Milram                     | Vacansoleil          |
| Alessandro Petacchi    | 3.01.1974  | Italien      |                                 | Lampre-N.G.C.        |
| Daniele Pietropolli    | 11.07.1980 | Italien      |                                 | Lampre-N.G.C.        |
| Cristiano Salerno      | 18.02.1985 | Italien      |                                 | De Rosa-Stac Plastic |
| Alessandro Spezialetti | 14.01.1975 | Italien      |                                 | Lampre-N.G.C.        |